# Marek Rutkiewicz
Marek Rutkiewicz (ur. 8 maja 1981 w Olsztynie) – polski kolarz szosowy. Uczestnik mistrzostw świata oraz medalista mistrzostw Polski.

## Osiągnięcia
Opracowano na podstawie:
2002
- 1. miejsce na 4. etapie Tour de l’Ain
- 3. miejsce w Tour de Pologne
  - 1. miejsce w klasyfikacji punktowej

2003
- 5. miejsce w Tour de Pologne
- 2. miejsce w Grand Prix de Wallonie

2004
- 2. miejsce w Pucharze Uzdrowisk Karpackich
- 4. miejsce w Tour de Pologne
  - 1. miejsce na 6. etapie

2005
- 3. miejsce w Pomorskim Klasyku
- 1. miejsce w klasyfikacji górskiej Małopolskiego Wyścigu Górskiego
- 8. miejsce w Tour de Pologne

2006
- 1. miejsce w Małopolskim Wyścigu Górskim ( Wikinews)
  - 1. miejsce na 2. etapie
- 4. miejsce w Tour de Pologne

2007
- 1. miejsce w klasyfikacji górskiej Szlakiem Grodów Piastowskich

2008
- 2. miejsce w 3-Majowym Wyścigu Klasycznym
- 1. miejsce w klasyfikacji górskiej Wyścigu Solidarności i Olimpijczyków
- 2. miejsce w Tour of Qinghai Lake
  - 1. miejsce na 6. etapie
- 1. miejsce na 3. etapie Małopolskiego Wyścigu Górskiego
- 10. miejsce w Tour de Pologne

2009
- 6. miejsce w Tour de Pologne
  - 1. miejsce w klasyfikacji górskiej

2010
- 1. miejsce w Szlakiem Grodów Piastowskich
  - 1. miejsce na 1. etapie
- 1. miejsce w górskich szosowych mistrzostwach Polski
- 7. miejsce w Tour de Pologne
- 3. miejsce w Memoriale Henryka Łasaka
- 1. miejsce w Pucharze Uzdrowisk Karpackich

2011
- 2. miejsce w Szlakiem Grodów Piastowskich
  - 1. miejsce na 4. etapie
- 2. miejsce w Małopolskim Wyścigu Górskim
  - 1. miejsce na 2. etapie
- 10. miejsce w Tour de Pologne
- 2. miejsce w Pucharze Uzdrowisk Karpackich

2012
- 1. miejsce w Circuit des Ardennes
- 1. miejsce w Ślężańskim Mnichu
- 1. miejsce w Szlakiem Grodów Piastowskich
  - 1. miejsce w klasyfikacji punktowej
  - 1. miejsce na 2. etapie
- 1. miejsce w Małopolskim Wyścigu Górskim
  - 1. miejsce w klasyfikacji punktowej
  - 1. miejsce na 3. etapie
- 1. miejsce w górskich szosowych mistrzostwach Polski
- 1. miejsce w klasyfikacji generalnej BGŻ ProLigi

2013
- 1. miejsce w Ślężańskim Mnichu
- 2. miejsce w Grand Prix Częstochowy

2014
- 2. miejsce w Szlakiem Grodów Piastowskich
  - 1. miejsce w klasyfikacji punktowej

2016
- 2. miejsce w Memoriale Romana Siemińskiego
- 2. miejsce w Visegrad 4 Bicycle Race Grand Prix Poland
- 1. miejsce w Visegrad 4 Bicycle Race Grand Prix Czech Republic
- 2. miejsce w Horizon Park Classic
- 1. miejsce w klasyfikacji górskiej Małopolskiego Wyścigu Górskiego
  - 1. miejsce na 3. etapie
- 2. miejsce w mistrzostwach Polski – wyścig ze startu wspólnego

2017
- 1. miejsce w Szlakiem Grodów Piastowskich
  - 1. miejsce w klasyfikacji punktowej
  - 1. miejsce na 2. etapie
- 1. miejsce w Bałtyk-Karkonosze Tour
- 1. miejsce w klasyfikacji górskiej Szlakiem Walk Majora Hubala
- 2. miejsce w mistrzostwach Polski – wyścig ze startu wspólnego
- 3. miejsce w Puchar Uzdrowisk Karpackich
- 1. miejsce w Szlakiem Wielkich Jezior
- 1. miejsce w klasyfikacji ProLiga

2018
- 3. miejsce w Memoriale Grundmanna i Wizowskiego
- 2. miejsce w Grand Prix Doliny Baryczy
- 2. miejsce w Grand Prix Mińska

2019
- 1. miejsce w klasyfikacji górskiej Szlakiem Grodów Piastowskich
- 2. miejsce w Memoriale Stanisława Szozdy

## Rankingi
| Rok             | 2009 | 2010 | 2011 | 2012 | 2013 | 2014 | 2015 | 2016 | 2017 | 2018 | 2019  | 2020 |
| --------------- | ---- | ---- | ---- | ---- | ---- | ---- | ---- | ---- | ---- | ---- | ----- | ---- |
| World Ranking   |      |      |      |      |      |      |      | 297. | 210. | 730. | 1272. | 683. |
| UCI Europe Tour | 601. | 64.  | 71.  | 25.  | 367. | 178. | 583. | 132. | 97.  | 432. | 878.  | 552. |
| UCI Asia Tour   | -    | -    | 255. | -    | -    | -    | -    | -    | -    | -    |       |      |
|                 |      |      |      |      |      |      |      |      |      |      |       |      |
| Źródło: UCI     |      |      |      |      |      |      |      |      |      |      |       |      |